# Theocolax oblonga
Theocolax oblonga är en stekelart som först beskrevs av Vittorio Luigi Delucchi 1956.  Theocolax oblonga ingår i släktet Theocolax och familjen puppglanssteklar. Inga underarter finns listade i Catalogue of Life.